# 莱纳尔德道罗茨
莱纳尔德道罗茨，是匈牙利包尔绍德-奥包乌伊-曾普伦州所辖的一个村。总面积5.16平方公里，总人口298，人口密度57.8人/平方公里（2011年1月1日）。